# Zaragoza Challenger
Lo Zaragoza Challenger è stato un torneo professionistico di tennis giocato su campi in cemento. Faceva parte dell'ATP Challenger Series. Si giocava annualmente a Saragozza in Spagna.

## Albo d'oro

### Singolare
| Anno | Campione             | Finalista             | Punteggio     |
| ---- | -------------------- | --------------------- | ------------- |
| 1989 | Bruno Orešar         | Francisco Roig        | 6–4, 6–1      |
| 1990 | Carlos Costa         | Francesco Cancellotti | 6–3, 6–4      |
| 1991 | José Francisco Altur | Karsten Braasch       | 5–7, 7–6, 6–4 |
| 1992 | Luiz Mattar          | Tomás Carbonell       | 7–5, 3–6, 6–2 |

### Doppio
| Anno | Campioni                           | Finalisti                                    | Punteggio     |
| ---- | ---------------------------------- | -------------------------------------------- | ------------- |
| 1989 | Carlos Costa Carlos Di Laura       | Juan Carlos Báguena Borja Uribe-Quintana     | 4–6, 7–6, 7–5 |
| 1990 | David Rikl Tomáš Anzari            | Carlos Costa Francisco Roig                  | 6–3, 7–6      |
| 1991 | Massimo Cierro Stefano Pescosolido | Juan Carlos Báguena David de Miguel Lapiedra | 6–2, 6–4      |
| 1992 | David Adams Andrej Ol'chovskij     | Martin Damm Murphy Jensen                    | 6–2, 1–6, 6–4 |